# Aleksandr Krasnych
Aleksandr Vladimirovitsj Krasnych (Russisch: Александр Владимирович Красных) (Boegoelma, 19 juni 1995) is een Russisch zwemmer. 

## Biografie
Op het EK voor junioren in 2013 in Poznan behaalde Krasnych de zilveren medaille op de 200m vrije slag, achter James Guy. Op de Europese kampioenschappen zwemmen 2014 in Berlijn zwom hij samen met Artjom Loboezov, Dmitri Jermakov en Aleksandr Soechoroekov naar de zilveren medaille in de 4x200m vrije slag. 
Tijdens de Wereldkampioenschappen zwemmen 2015 eindigde hij 7e in de finale van de 200m vrije slag.

## Internationale toernooien
| Jaar | Olympische Spelen | WK langebaan                                                | WK kortebaan                                                            | EK langebaan                            | EK kortebaan      |
| ---- | ----------------- | ----------------------------------------------------------- | ----------------------------------------------------------------------- | --------------------------------------- | ----------------- |
| 2014 |                   |                                                             | 36e 400m vrije slag · 4x200m vrije slag · Krasnych zwom enkel de series | 19e 400m vrije slag · 4x200m vrije slag |                   |
| 2015 |                   | 7e 200m vrije slag 34e 400m vrije slag 4e 4x200m vrije slag |                                                                         |                                         | 2-6 december 2015 |

## Persoonlijke records
Bijgewerkt tot en met 17 augustus 2015

### Kortebaan
| Afstand         | Tijd    | Datum            | Plaats |
| --------------- | ------- | ---------------- | ------ |
| 50m vrije slag  | 22,92   | 28 augustus 2014 | Doha   |
| 100m vrije slag | 49,25   | 11 november 2014 | Kazan  |
| 200m vrije slag | 1.44,26 | 28 augustus 2014 | Doha   |
| 400m vrije slag | 3.41,45 | 27 augustus 2014 | Doha   |

### Langebaan
| Afstand         | Tijd    | Datum           | Plaats    |
| --------------- | ------- | --------------- | --------- |
| 50m vrije slag  | 24,16   | 15 juni 2014    | Barcelona |
| 100m vrije slag | 51,13   | 20 april 2015   | Moskou    |
| 200m vrije slag | 1.46,45 | 3 augustus 2015 | Kazan     |
| 400m vrije slag | 3.50,07 | 11 juli 2015    | Ruza      |